# 대니얼 위클러
대니얼 위클러(Daniel I. Wikler)은 미국의 윤리학자이다.

## 같이 보기
- 연명의료
- 완화의료
- 노먼 대니얼스
- 올레 노르하임